# Lijst van gemeentelijke monumenten in Arnhem/Arnhemse Broek

Wijk 03: Arnhemse Broek, Buurt 20: Arnhemse Broek

De wijk Arnhemse Broek in de gemeente Arnhem kent 80 gemeentelijke monumenten. Hieronder een overzicht.

## Arnhemse Broek
De buurt Arnhemse Broek kent 75 gemeentelijke monumenten:
| Object                     | Bouwjaar         | Architect | Locatie                 | Coördinaten                   | Nr.         | Afbeelding                 |
| -------------------------- | ---------------- | --------- | ----------------------- | ----------------------------- | ----------- | -------------------------- |
| Schoolgebouw               | 1956             |           | Johan de Wittlaan 316   | 51° 58' 42" NB, 5° 56' 11" OL | 0202/WN1084 | Schoolgebouw               |
| Bejaardenwoningen          | 1940             |           | Stadhoudersstraat 60    | 51° 58' 40" NB, 5° 55' 28" OL | 0202/WN1712 | Bejaardenwoningen          |
| Broekgemaal                | 1931             |           | Broekstraat 135         | 51° 58' 36" NB, 5° 55' 22" OL | 0202/WN0584 | Broekgemaal                |
| Woonhuizen Peters Gasthuis | 1935, circa 1929 |           | Broekstraat 137         | 51° 58' 37" NB, 5° 55' 22" OL | 0202/WN0585 | Woonhuizen Peters Gasthuis |
| Woonhuizen                 | 1935             |           | Broekstraat 139         | 51° 58' 37" NB, 5° 55' 22" OL | 0202/WN0586 | Woonhuizen                 |
| Woonhuizen                 | 1935             |           | Broekstraat 141         | 51° 58' 37" NB, 5° 55' 22" OL | 0202/WN0587 | Woonhuizen                 |
| Woonhuizen                 | 1935             |           | Broekstraat 143         | 51° 58' 37" NB, 5° 55' 22" OL | 0202/WN0588 | Woonhuizen                 |
| Woonhuizen                 | 1935             |           | Broekstraat 145         | 51° 58' 37" NB, 5° 55' 22" OL | 0202/WN0589 | Woonhuizen                 |
| Woonhuizen                 | 1935             |           | Broekstraat 147         | 51° 58' 37" NB, 5° 55' 23" OL | 0202/WN0590 | Woonhuizen                 |
| Woonhuizen                 | 1935             |           | Broekstraat 149         | 51° 58' 37" NB, 5° 55' 23" OL | 0202/WN0591 | Woonhuizen                 |
| Woonhuizen                 | 1935             |           | Broekstraat 151         | 51° 58' 37" NB, 5° 55' 23" OL | 0202/WN0592 | Woonhuizen                 |
| Woonhuizen                 | 1935             |           | Broekstraat 153         | 51° 58' 37" NB, 5° 55' 23" OL | 0202/WN0593 | Woonhuizen                 |
| Woonhuizen                 | 1935             |           | Broekstraat 155         | 51° 58' 36" NB, 5° 55' 24" OL | 0202/WN0594 | Woonhuizen                 |
| Woonhuizen                 | 1935             |           | Broekstraat 157         | 51° 58' 36" NB, 5° 55' 24" OL | 0202/WN0595 | Woonhuizen                 |
| Woonhuizen                 | 1935             |           | Broekstraat 159         | 51° 58' 36" NB, 5° 55' 25" OL | 0202/WN0596 | Woonhuizen                 |
| Woonhuizen                 | 1935             |           | Broekstraat 161         | 51° 58' 36" NB, 5° 55' 25" OL | 0202/WN0597 | Woonhuizen                 |
| Woonhuizen                 | 1935             |           | Broekstraat 163         | 51° 58' 36" NB, 5° 55' 25" OL | 0202/WN0598 | Woonhuizen                 |
| Woonhuizen                 | 1935             |           | Broekstraat 165         | 51° 58' 36" NB, 5° 55' 25" OL | 0202/WN0599 | Woonhuizen                 |
| Woonhuizen                 | 1935             |           | Broekstraat 167         | 51° 58' 36" NB, 5° 55' 26" OL | 0202/WN0600 | Woonhuizen                 |
| Woonhuizen                 | 1935             |           | Broekstraat 169         | 51° 58' 36" NB, 5° 55' 25" OL | 0202/WN0601 | Woonhuizen                 |
| Woonhuizen                 | 1940             |           | Broekstraat 171         | 51° 58' 36" NB, 5° 55' 26" OL | 0202/WN0602 | Woonhuizen                 |
| Woonhuizen                 | 1940             |           | Broekstraat 171 A       | 51° 58' 36" NB, 5° 55' 26" OL | 0202/WN0603 | Woonhuizen                 |
| Woonhuizen                 | 1940             |           | Broekstraat 173         | 51° 58' 36" NB, 5° 55' 27" OL | 0202/WN0604 | Woonhuizen                 |
| Woonhuizen                 | 1940             |           | Broekstraat 173 A       | 51° 58' 36" NB, 5° 55' 27" OL | 0202/WN0605 | Woonhuizen                 |
| Woonhuizen                 | 1940             |           | Broekstraat 175         | 51° 58' 36" NB, 5° 55' 27" OL | 0202/WN0606 | Woonhuizen                 |
| Woonhuizen                 | 1940             |           | Broekstraat 177         | 51° 58' 36" NB, 5° 55' 28" OL | 0202/WN0607 | Woonhuizen                 |
| Woonhuizen                 | 1940             |           | Broekstraat 179         | 51° 58' 36" NB, 5° 55' 28" OL | 0202/WN0608 | Woonhuizen                 |
| Woonhuizen                 | 1940             |           | Broekstraat 181         | 51° 58' 36" NB, 5° 55' 29" OL | 0202/WN0609 | Woonhuizen                 |
| Woonhuizen                 | 1940             |           | Broekstraat 183         | 51° 58' 36" NB, 5° 55' 29" OL | 0202/WN0610 | Woonhuizen                 |
|                            |                  |           | Broekstraat 185         | 51° 58' 36" NB, 5° 55' 30" OL | 0202/WN0611 |                            |
| Woonhuizen                 | 1940             |           | Heemskerckstraat 27     | 51° 58' 40" NB, 5° 55' 27" OL | 0202/WN0329 | Woonhuizen                 |
| Woonhuizen                 | 1940             |           | Heemskerckstraat 29     | 51° 58' 40" NB, 5° 55' 27" OL | 0202/WN0330 | Woonhuizen                 |
| Woonhuizen                 | 1940             |           | Heemskerckstraat 31     | 51° 58' 39" NB, 5° 55' 27" OL | 0202/WN0331 | Woonhuizen                 |
| Woonhuizen                 | 1940             |           | Heemskerckstraat 33     | 51° 58' 39" NB, 5° 55' 27" OL | 0202/WN0332 | Woonhuizen                 |
| Woonhuizen                 | 1940             |           | Heemskerckstraat 35     | 51° 58' 39" NB, 5° 55' 27" OL | 0202/WN0333 | Woonhuizen                 |
| Woonhuizen                 | 1940             |           | Heemskerckstraat 37     | 51° 58' 39" NB, 5° 55' 27" OL | 0202/WN0334 | Woonhuizen                 |
| Woonhuizen                 | 1940             |           | Heemskerckstraat 39     | 51° 58' 39" NB, 5° 55' 27" OL | 0202/WN0335 | Woonhuizen                 |
| Woonhuizen                 | 1940             |           | Heemskerckstraat 41     | 51° 58' 39" NB, 5° 55' 27" OL | 0202/WN0336 | Woonhuizen                 |
| Woonhuizen                 | 1940             |           | Heemskerckstraat 43     | 51° 58' 39" NB, 5° 55' 27" OL | 0202/WN0337 | Woonhuizen                 |
| Woonhuizen                 | 1940             |           | Heemskerckstraat 45     | 51° 58' 38" NB, 5° 55' 26" OL | 0202/WN0338 | Woonhuizen                 |
| Woonhuizen                 | 1940             |           | Heemskerckstraat 47     | 51° 58' 38" NB, 5° 55' 26" OL | 0202/WN0339 | Woonhuizen                 |
| Woonhuizen                 | 1940             |           | Heemskerckstraat 49     | 51° 58' 38" NB, 5° 55' 26" OL | 0202/WN0340 | Woonhuizen                 |
| Woonhuizen                 | 1940             |           | Heemskerckstraat 51     | 51° 58' 38" NB, 5° 55' 26" OL | 0202/WN0341 | Woonhuizen                 |
| Woonhuizen                 | 1940             |           | Heemskerckstraat 53     | 51° 58' 38" NB, 5° 55' 26" OL | 0202/WN0342 | Woonhuizen                 |
| Woonhuizen                 | 1940             |           | Heemskerckstraat 55     | 51° 58' 38" NB, 5° 55' 26" OL | 0202/WN0343 | Woonhuizen                 |
| Woonhuizen                 | 1940             |           | Heemskerckstraat 57     | 51° 58' 38" NB, 5° 55' 26" OL | 0202/WN0344 | Woonhuizen                 |
| Woonhuizen                 | 1940             |           | Heemskerckstraat 59     | 51° 58' 37" NB, 5° 55' 26" OL | 0202/WN0345 | Woonhuizen                 |
| Woonhuizen                 | 1940             |           | Heemskerckstraat 61     | 51° 58' 37" NB, 5° 55' 26" OL | 0202/WN0346 | Woonhuizen                 |
| Woonhuizen                 | 1940             |           | Heemskerckstraat 63     | 51° 58' 37" NB, 5° 55' 26" OL | 0202/WN0347 | Woonhuizen                 |
| Woonhuizen                 | 1940             |           | Heemskerckstraat 65     | 51° 58' 37" NB, 5° 55' 25" OL | 0202/WN0348 | Woonhuizen                 |
| Woonhuizen                 | 1940             |           | Heemskerckstraat 67     | 51° 58' 37" NB, 5° 55' 25" OL | 0202/WN0349 | Woonhuizen                 |
| Woonhuizen                 | 1940             |           | Heemskerckstraat 69     | 51° 58' 37" NB, 5° 55' 25" OL | 0202/WN0350 | Woonhuizen                 |
| Woonhuizen                 | 1940             |           | Heemskerckstraat 71     | 51° 58' 37" NB, 5° 55' 25" OL | 0202/WN0351 | Woonhuizen                 |
| Bejaardenwoningen          | 1940             |           | Van Linschotenstraat 2  | 51° 58' 40" NB, 5° 55' 29" OL | 0202/WN1870 | Bejaardenwoningen          |
| Bejaardenwoningen          | 1940             |           | Van Linschotenstraat 4  | 51° 58' 40" NB, 5° 55' 29" OL | 0202/WN1871 | Bejaardenwoningen          |
| Bejaardenwoningen          | 1940             |           | Van Linschotenstraat 6  | 51° 58' 39" NB, 5° 55' 29" OL | 0202/WN1872 | Bejaardenwoningen          |
| Bejaardenwoningen          | 1940             |           | Van Linschotenstraat 8  | 51° 58' 39" NB, 5° 55' 29" OL | 0202/WN1873 | Bejaardenwoningen          |
| Bejaardenwoningen          | 1940             |           | Van Linschotenstraat 10 | 51° 58' 39" NB, 5° 55' 29" OL | 0202/WN1874 | Bejaardenwoningen          |
| Bejaardenwoningen          | 1940             |           | Van Linschotenstraat 12 | 51° 58' 39" NB, 5° 55' 29" OL | 0202/WN1875 | Bejaardenwoningen          |
| Bejaardenwoningen          | 1940             |           | Van Linschotenstraat 14 | 51° 58' 39" NB, 5° 55' 29" OL | 0202/WN1876 | Bejaardenwoningen          |
| Bejaardenwoningen          | 1940             |           | Van Linschotenstraat 16 | 51° 58' 39" NB, 5° 55' 29" OL | 0202/WN1877 | Bejaardenwoningen          |
| Bejaardenwoningen          | 1940             |           | Van Linschotenstraat 18 | 51° 58' 39" NB, 5° 55' 29" OL | 0202/WN1878 | Bejaardenwoningen          |
| Bejaardenwoningen          | 1940             |           | Van Linschotenstraat 20 | 51° 58' 38" NB, 5° 55' 29" OL | 0202/WN1879 | Bejaardenwoningen          |
| Bejaardenwoningen          | 1940             |           | Van Linschotenstraat 22 | 51° 58' 38" NB, 5° 55' 29" OL | 0202/WN1880 | Bejaardenwoningen          |
| Bejaardenwoningen          | 1940             |           | Van Linschotenstraat 24 | 51° 58' 38" NB, 5° 55' 29" OL | 0202/WN1881 | Bejaardenwoningen          |
| Bejaardenwoningen          | 1940             |           | Van Linschotenstraat 26 | 51° 58' 38" NB, 5° 55' 29" OL | 0202/WN1882 | Bejaardenwoningen          |
| Bejaardenwoningen          | 1940             |           | Van Linschotenstraat 28 | 51° 58' 38" NB, 5° 55' 29" OL | 0202/WN1883 | Bejaardenwoningen          |
| Bejaardenwoningen          | 1940             |           | Van Linschotenstraat 30 | 51° 58' 38" NB, 5° 55' 29" OL | 0202/WN1884 | Bejaardenwoningen          |
| Bejaardenwoningen          | 1940             |           | Van Linschotenstraat 32 | 51° 58' 38" NB, 5° 55' 29" OL | 0202/WN1885 | Bejaardenwoningen          |
| Bejaardenwoningen          | 1940             |           | Van Linschotenstraat 34 | 51° 58' 37" NB, 5° 55' 29" OL | 0202/WN1886 | Bejaardenwoningen          |
| Bejaardenwoningen          | 1940             |           | Van Linschotenstraat 36 | 51° 58' 37" NB, 5° 55' 29" OL | 0202/WN1887 | Bejaardenwoningen          |
| Bejaardenwoningen          | 1940             |           | Van Linschotenstraat 38 | 51° 58' 37" NB, 5° 55' 29" OL | 0202/WN1888 | Bejaardenwoningen          |
| Bejaardenwoningen          | 1940             |           | Van Linschotenstraat 40 | 51° 58' 37" NB, 5° 55' 30" OL | 0202/WN1889 | Bejaardenwoningen          |
| Bejaardenwoningen          | 1940             |           | Van Linschotenstraat 42 | 51° 58' 37" NB, 5° 55' 30" OL | 0202/WN1890 | Bejaardenwoningen          |
| Bejaardenwoningen          | 1940             |           | Van Linschotenstraat 44 | 51° 58' 37" NB, 5° 55' 30" OL | 0202/WN1891 | Bejaardenwoningen          |

## Bij de John Frostbrug
De buurt Bij de John Frostbrug kent 4 gemeentelijke monumenten:
| Object                            | Bouwjaar | Architect               | Locatie                 | Coördinaten                   | Nr.         | Afbeelding                        |
| --------------------------------- | -------- | ----------------------- | ----------------------- | ----------------------------- | ----------- | --------------------------------- |
| Oorlogsmonument Airborne-monument | 1945     | Gijs Jacobs van den Hof | Airborneplein           | 51° 58' 42" NB, 5° 54' 54" OL | 0202/WN0480 | Oorlogsmonument Airborne-monument |
| John Frostbrug, noordzijde        | 1932     |                         | Eusebiusbuitensingel 49 | 51° 58' 40" NB, 5° 54' 52" OL | 0202/WN0481 | Meer afbeeldingen                 |
| Tegeltableau                      | 1900     |                         | Eusebiusbuitensingel 51 | 51° 58' 37" NB, 5° 54' 55" OL | 0202/WN0482 | Upload foto                       |
| John Frostbrug, zuidzijde         | 1932     |                         | Sleedoornlaan 1         | 51° 58' 14" NB, 5° 54' 27" OL | 0202/WN1259 | John Frostbrug, zuidzijde         |

## Statenkwartier
De buurt Statenkwartier kent 1 gemeentelijk monument:
| Object       | Bouwjaar | Architect | Locatie            | Coördinaten                   | Nr.         | Afbeelding   |
| ------------ | -------- | --------- | ------------------ | ----------------------------- | ----------- | ------------ |
| Schoolgebouw | 1957     |           | Thorbeckestraat 17 | 51° 58' 55" NB, 5° 55' 36" OL | 0202/WN1767 | Schoolgebouw |